# Astronidium mammiforme
Astronidium mammiforme är en tvåhjärtbladig växtart som beskrevs av J.F. Maxwell. Astronidium mammiforme ingår i släktet Astronidium och familjen Melastomataceae. Inga underarter finns listade i Catalogue of Life.